# Kornelia Ender
Kornelia Ender (* 25. Oktober 1958 in Plauen; jetzt verheiratete Kornelia Grummt-Ender) ist eine ehemalige deutsche Schwimmerin, die für die DDR startend vier Gold- und vier Silbermedaillen bei Olympischen Spielen gewann. Sie war 1976 die erste Schwimmerin, der bei Olympischen Spielen vier Siege gelangen. Mit erst 13 Jahren nahm sie 1972 an den Olympischen Spielen teil und ist damit noch heute die jüngste deutsche Olympiateilnehmerin.

## Werdegang
Kornelia Ender wurde bei den Olympischen Spielen 1976 in Montreal Olympiasiegerin über 100 m Freistil, 200 m Freistil, 100 m Schmetterling und mit der 4 × 100-m-Lagenstaffel. Dabei gewann sie als erste Frau überhaupt zwei Finalläufe innerhalb von nur 25 Minuten (100 m Schmetterling mit Egalisierung des eigenen Weltrekords und 200 m Freistil mit Verbesserung des eigenen Weltrekordes). Eine weitere Silbermedaille gewann sie mit der 4 × 100-m-Freistilstaffel. Vier Jahre zuvor bei den Olympischen Spielen 1972 in München hatte sie Silbermedaillen über 200 m Lagen, mit der 4 × 100-m-Freistilstaffel und mit der 4 × 100-m-Lagenstaffel gewonnen. Mit ihrem Alter von 13 Jahren war sie in München die jüngste Finalteilnehmerin der Schwimmwettkämpfe. Zwischen den beiden Olympischen Spielen wurde sie viermal Einzelweltmeisterin, bei den Weltmeisterschaften 1973 über 100 m Freistil, 100 m Schmetterling (außerdem Zweite über 200 Lagen) und bei den Weltmeisterschaften 1975 nochmals über 100 m Freistil und 100 m Schmetterling sowie Zweite über 200 Freistil.

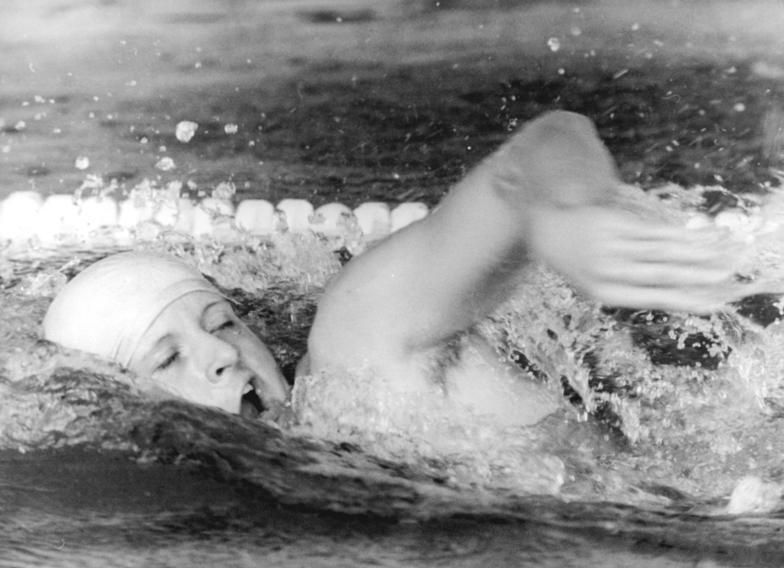
Kornelia Ender bei den DDR-Meisterschaften 1976

Kornelia Ender verbesserte zwischen 1973 und den Olympischen Spielen 1976 den Weltrekord über 100 m Freistil zehnmal und hatte diesen auch während der gesamten Zeitspanne inne. Zudem verbesserte sie in dieser Zeitspanne die Weltrekorde 5 × über 100 m Schmetterling, 4 × über 200 m Freistil, 2 × über 200 m Lagen sowie 1 × über 100 Rücken. Herausragend dabei war eine Leistung bei den DDR-Meisterschaften 1976, wo sie Weltrekorde in 5 Disziplinen aufstellte: 100 und 200 m Freistil, 100 m Schmetterling, 100 m Rücken und 200 m Lagen.
Kornelia Ender startete für den Sportclub Chemie Halle. In den Jahren 1973 bis 1976 wurde sie Sportlerin des Jahres in der DDR sowie 1973 und 1975 zu Europas Sportlerin des Jahres gewählt. Insgesamt holte sie 23 Weltrekorde, unter anderem war sie mit 1:59,26 Minuten die erste Frau mit einer Zeit unter zwei Minuten auf der 200-m-Freistilstrecke. Mit 19 Jahren beendete sie ihre sportliche Karriere, da sie nach eigener Aussage im sportlichen Bereich bereits alles erreicht hatte und neue Ziele, wie ein Studium, auf sie warteten. Im Jahr 1981 wurde sie in die Internationale Ruhmeshalle des Schwimmsports aufgenommen.

### DDR-Doping
Nach der deutschen Wiedervereinigung wurde bekannt, dass den DDR-Spitzensportlern systematisch durch Teamärzte und Trainer illegale leistungssteigernde Substanzen verabreicht wurden. Ender betonte allerdings, damals anabolen Steroide von ihren Trainern unter einem anderen Vorwand bekommen zu haben. 1977 verweigerte sie die Einnahme von Oral-Turinabol, worauf sie vom obersten DDR-Sportfunktionär Manfred Ewald aus der Nationalmannschaft verbannt wurde. Ender wurde ihre Auszeichnung als „Welt-Schwimmerin des Jahres“ durch das US-Magazin Swimming World aberkannt.

### Privates
Kornelia Ender ist in Bitterfeld aufgewachsen. Von 1978 bis 1984 war sie mit dem Schwimmolympiasieger Roland Matthes verheiratet, mit dem sie eine gemeinsame Tochter hat. Ender und Matthes waren zu dieser Zeit das „Traumpaar“ der Sportwelt. Nach der Scheidung von Matthes heiratete sie 1984 den Viererbob-Weltmeister Steffen Grummt. Auch sie haben eine gemeinsame Tochter.
Seit der Wende lebt die Familie in Schornsheim bei Mainz (Stand 2015), wo Kornelia Grummt-Ender heute als selbstständige Physiotherapeutin in eigener Praxis arbeitet. Nach der Sportlerkarriere hatte sie zunächst Medizin studiert, dieses Studium jedoch vorzeitig abgebrochen.
Anfang 2015 wurde bekannt, dass die Familie Grummt-Ender im Sommer 1989 erfolglos versucht hatte, mit beiden Töchtern von der DDR über Ungarn in den Westen zu fliehen, wobei sie an der ungarischen Grenze gefasst wurden. Ihr Vater Heinz Ender († um 2002), ein Oberst der NVA, hatte zuvor von dem Plan erfahren und ihn angeblich parallel der Stasi verraten. Da die ungarischen Behörden keine Meldung an die DDR-Behörden vornahmen, die Familie Ender-Grummt jedoch aus dem „Urlaub“ in die DDR zurückkehrte, kam es unmittelbar zu Verhören und Überwachungen. Diese blieben ohne juristische Konsequenzen. Dennoch stellte die Familie am 1. November 1989 einen Ausreiseantrag. Wenige Tage später war die Mauer offen.

## Auszeichnungen (Auswahl)
- 1972: Vaterländischer Verdienstorden in Bronze
- 1974: Vaterländischer Verdienstorden in Silber
- 1976: Vaterländischer Verdienstorden in Gold[9]
- 1973–1976: Sportlerin des Jahres der DDR